# Hermann Lei (Heimatforscher)
Hermann Lei (* 8. Oktober 1910 in Langdorf; † 18. Januar 2006 in Berg) war ein Schweizer Lehrer und Lokalhistoriker.

## Leben
Hermann Leis Vater Adolf Lei entstammte einer Bernecker Familie, die hauptsächlich im Bauwesen tätig war. Sein Grossvater Jacob Lei war 1870 aus dem Rheintal in den Thurgau gekommen. Die Primar- und Sekundarschule besuchte Hermann Lei in Romanshorn, wohin seine Eltern gezogen waren. Von 1927 bis 1931 besuchte er das Lehrerseminar Kreuzlingen.
Nach einem Vikariat in Steckborn wurde er auf Frühjahr 1932 an die Oberschule Berg (4.–8. Klasse gewählt). Hermann Lei war in Berg auch als Organist und Dirigent des Evangelischen Kirchenchors und des Männerchors tätig. Am 8. Oktober 1935 heiratete er Hedwig Schweizer von Arbon, die Unterstufenlehrerin in Berg war. Am 25. April 1937 kam sein Sohn Hermann zur Welt. 
Obwohl Hermann Lei in seiner Seminarzeit mit pazifistischen Strömungen in Kontakt kam, leistete er Militärdienst und erreichte 1935 den Rang eines Wachtmeisters. Da er früh die Gefahr erkannte, die vom nationalsozialistischen Deutschland ausging, engagierte er sich im sogenannten «Freiwilligen Grenzschutz». Seinen Aktivdienst leistete er im Zug von Amédée Munz, Bischofszell.
Im Frühjahr 1952 wurde er als Lehrer der Abschlussklassen nach Weinfelden berufen. Dort engagierte er sich für den Aufbau der Oberstufe und für die Einführung des Frühfranzösischen.
1969 übernahm er die Leitung des Bürgerarchivs von Weinfelden. Daneben war er als Lokalhistoriker tätig, eine Leidenschaft, der er vor allem nach seiner Pensionierung als Lehrer im Jahre 1976 nachkam. Über 50 Publikationen (Zeitungsartikel, Jubiläumsschriften, Bücher) entstammen seiner Feder. In Führungen und in Vorträgen berichtete er von der Geschichte seines Dorfes.
Für sein Hauptwerk Weinfelden, die Geschichte eines Thurgauer Dorfes, aber auch «in Anerkennung der Verdienste um das Wohl unserer Gemeinde», wie Gemeinderat und Bürgerverwaltungsrat schrieben, wurde ihm  1983 das Ehrenbürgerrecht von Weinfelden verliehen. 2000 erhielt er vom Kanton Thurgau den Kulturpreis.

## Schriften (Auswahl)
- Geschichte und Geschichten um Weinfelder Häuser und Plätze. Weinfelden 1974.
- 150 Jahre Männerchor Weinfelden, 1827–1977. Festschrift zum 150jährigen Bestehen des Männerchores Weinfelden. Weinfelden 1977.
- Thurgauer Bräuche. Mit Zeichnungen von Victor Leugger. Weinfelden 1977.
- Die Wehrbereitschaft in der Landgrafschaft Thurgau. In: Thurgauer Jahrbuch, Bd. 52, 1977, S. 61–105. (e-periodica.ch)
- Evangelisch Weinfelden. Ein Blick zurück. Geschichte der Evangelischen Kirchgemeinde Weinfelden. Weinfelden 1978.
- Ottoberg und sein Schlössli. Hrsg. zum Tag der Einweihung 30. April 1977. [Weinfelden 1978].
- Vom Weinfelder «Trauben». In: Thurgauer Jahrbuch, Bd. 54, 1979, S. 9–20. (e-periodica.ch)
- Hans Heinrich Bolthauser. In: Thurgauer Jahrbuch, Bd. 57, 1982, S. 84–99. (e-periodica.ch)
- Weinfelden. Die Geschichte eines Thurgauer Dorfes. Weinfelden 1983.
- Dr. med. Elias Haffter. Bezirksarzt und Sängervater, 1803–1861. Tagebuch 1844–1853. Bearb. von Carl Haffter und Hermann Lei. 2 Bde. Frauenfeld 1985.
- Die «Ledigen-Verbände». Knabenschaften im Thurgau. In: Thurgauer Jahrbuch 1985, S. 32–51.
- Weinfelder, die Geschichte machten. Weinfelden 1997.

### Nachrufe
- Thurgauer Zeitung, 20. Januar 2006, S. 25.
- Thurgauer Zeitung, 28. Januar 2006, S. 5.
- Thurgauer Tagblatt, 21. Januar 2006, S. 49.

| Personendaten    | Personendaten                        |
| ---------------- | ------------------------------------ |
| NAME             | Lei, Hermann                         |
| KURZBESCHREIBUNG | Schweizer Lehrer und Lokalhistoriker |
| GEBURTSDATUM     | 8. Oktober 1910                      |
| GEBURTSORT       | Langdorf                             |
| STERBEDATUM      | 18. Januar 2006                      |
| STERBEORT        | Berg                                 |